# Saburō Kitajima
Saburō Kitajima (北島 三郎, Kitajima Saburō), né le 4 octobre 1936, est un chanteur, parolier et compositeur japonais du genre musical enka.

## Biographie
Il naît sous le nom Minoru Ōno (大野穣) dans une petite ville de la préfecture de Hokkaidō dans une famille de pêcheurs. D'un milieu très pauvre en conséquence des effets de la Seconde Guerre mondiale, il est contraint de travailler pendant sa scolarité.
Au moment de quitter le lycée, il décide d'être chanteur. Son premier simple sorti en 1962 est une chanson intitulée Bungacha-Bushi.
Il connaît de nombreux succès dont Namida Bune (1962), Kyōdai Jingi (1965), Yosaku (1978) et Kita no Ryōba (1986). Son titre Kaerokana en 1965 est écrit par le parolier Rokusuke Ei et le compositeur Hachidai Nakamura. Il est très populaire au Japon, en partie en raison de son apparence de travailleur manuel et de ce qu'il chante principalement dans l'esprit de la classe ouvrière et des travailleurs ruraux.
Kitajima apparaît régulièrement dans l'émission de fin d'année Kōhaku Uta Gassen, programme télévisée où de nombreux grands interprètes japonais se produisent, avant d'annoncer sa retraite de la série en 2013. Il y a participé un nombre record de 50 fois, a été le présentateur vedette (dernier interprète soliste) 13 fois et a mené la grande finale à onze reprises.
Kitajima sort le simple Fūfu Isshō (夫婦一生) le 1er janvier 2010 à l'âge de 73 ans. La chanson s'installe immédiatement à la 10e place du classement hebdomadaire d'Oricon. C'est le premier simple à atteindre la 10e place meilleures ventes d'un artiste solo septuagénaire dans l'histoire d'Oricon.
Bien que le genre enka est de moins en moins populaire auprès de la jeune génération, Kitajima est encore le plus célèbre chanteur du Japon. Il se produit également souvent à l'étranger et contribue beaucoup à la culture de la musique japonaise.
Outre sa carrière de chanteur, Kitajima a incarné le rôle de Tatsugorō dans la série télévisée Abarenbō Shōgun (en). Pendant le quart de siècle de durée de la série, il a également interprété ses chansons thème.
Kitajima est aussi propriétaire d'une écurie de chevaux de course, parmi lesquels le champion Kitasan Black, deux fois cheval de l'année au Japon et membre du Hall of Fame des courses japonaises.

## Filmographie partielle
- 1964 : L'Indomptable d'Edo (車夫遊侠伝 喧嘩辰, Shafu yūkyōden: Kenka Tatsu?) de Tai Katō
- 1966 : Kyōdai jingi (兄弟仁義?) de Kōsaku Yamashita

## Récompenses et distinctions
- 2016 : récipiendaire de l'Ordre du Soleil levant de 4e classe